# Cordyla fasciata
Cordyla fasciata är en tvåvingeart som beskrevs av Johann Wilhelm Meigen 1830. Cordyla fasciata ingår i släktet Cordyla och familjen svampmyggor. Arten är reproducerande i Sverige. Inga underarter finns listade i Catalogue of Life.